# Copa d'Àfrica de Nacions 1978
El 1978 es disputà l'onzena edició de la Copa d'Àfrica de Futbol a Ghana. Es retornà al format del 1976, amb una fase de grups inicial i una fase final amb eliminatòries. Ghana obtingué el seu tercer campionat, després de derrotar Uganda per 2-0 en la final.

## Fase de classificació
Hi participaren aquestes 8 seleccions:
| Equips                 | Participacions anteriors    | Millor resultat        |
| ---------------------- | --------------------------- | ---------------------- |
| Alt Volta¹             | Debutants                   | Debutants              |
| Congo                  | 3 (1968, 1972 i 1974)       | Campions (1972)        |
| Ghana (amfitrió)       | 4 (1963, 1965, 1968 i 1970) | Campions (1963 i 1965) |
| Marroc (vigent campió) | 2 (1972 i 1976)             | Campions (1976)        |
| Nigèria                | 2 (1963 i 1976)             | Tercers (1976)         |
| Tunísia                | 3 (1962, 1963 i 1965)       | Finalistes (1965)      |
| Uganda                 | 4 (1962, 1968, 1974 i 1976) | Quarts (1962)          |
| Zàmbia                 | 1 (1974)                    | Finalistes (1974)      |

¹ Inicialment es va classificar la Costa d'Ivori perquè va derrotar Mali en l'eliminatòria prèvia, però ambdós equips van ser desqualificats: Mali perquè la policia i la seguretat de l'estadi van atacar els àrbitres durant el partit d'anada i la Costa d'Ivori perquè havia disputat el de tornada amb un jugador inelegible. L'Alt Volta, que havia perdut amb la Costa d'Ivori en la ronda anterior, va ocupar el seu lloc en la fase final.

## Seus
| Accra                | AccraKumasiCopa d'Àfrica de Nacions 1978 (Ghana) | Kumasi                |
| Accra Sports Stadium | AccraKumasiCopa d'Àfrica de Nacions 1978 (Ghana) | Kumasi Sports Stadium |
| Capacitat: 40.000    | AccraKumasiCopa d'Àfrica de Nacions 1978 (Ghana) | Capacitat: 40.500     |
|                      | AccraKumasiCopa d'Àfrica de Nacions 1978 (Ghana) |                       |

## Competició

### Primera fase

#### Grup A
| Pos | Equip     | PJ | PG | PE | PP | GF | GC | DG | Pts | Classificació          |
| --- | --------- | -- | -- | -- | -- | -- | -- | -- | --- | ---------------------- |
| 1   | Ghana (H) | 3  | 2  | 1  | 0  | 6  | 2  | +4 | 5   | Avança a la fase final |
| 2   | Nigèria   | 3  | 1  | 2  | 0  | 5  | 3  | +2 | 4   | Avança a la fase final |
| 3   | Zàmbia    | 3  | 1  | 1  | 1  | 3  | 2  | +1 | 3   |                        |
| 4   | Alt Volta | 3  | 0  | 0  | 3  | 2  | 9  | −7 | 0   |                        |

| Ghana                         | 2–1     | Zàmbia    |
| ----------------------------- | ------- | --------- |
| Afriyie 21' · Abdul Razak 55' | Informe | Kapita 8' |

| Nigèria                                         | 4–2     | Alt Volta            |
| ----------------------------------------------- | ------- | -------------------- |
| Chukwu 17' · Amiesimaka 31' · Odegbami 44', 82' | Informe | Hien 50' · Koïta 52' |

| Zàmbia                      | 2–0     | Alt Volta |
| --------------------------- | ------- | --------- |
| P. Phiri 20' · B. Phiri 88' | Informe |           |

| Nigèria      | 1–1     | Ghana      |
| ------------ | ------- | ---------- |
| Odegbami 33' | Informe | 76' Klutse |

| Zàmbia | 0–0     | Nigèria |
| ------ | ------- | ------- |
|        | Informe |         |

| Ghana                       | 3–0     | Alt Volta |
| --------------------------- | ------- | --------- |
| Alhassan 3', 59' · Polo 52' | Informe |           |

#### Grup B
| Pos | Equip   | PJ | PG | PE | PP | GF | GC | DG | Pts | Classificació          |
| --- | ------- | -- | -- | -- | -- | -- | -- | -- | --- | ---------------------- |
| 1   | Uganda  | 3  | 2  | 0  | 1  | 7  | 4  | +3 | 4   | Avança a la fase final |
| 2   | Tunísia | 3  | 1  | 2  | 0  | 4  | 2  | +2 | 4   | Avança a la fase final |
| 3   | Marroc  | 3  | 1  | 1  | 1  | 2  | 4  | −2 | 3   |                        |
| 4   | Congo   | 3  | 0  | 1  | 2  | 1  | 4  | −3 | 1   |                        |

| Marroc    | 1–1     | Tunísia   |
| --------- | ------- | --------- |
| Acila 29' | Informe | 63' Kaabi |

| Uganda                                | 3–1     | Congo            |
| ------------------------------------- | ------- | ---------------- |
| Omondi 1' · Semwanga 31' · Kisitu 81' | Informe | 80' Mamounoubala |

| Tunísia                         | 3–1     | Uganda      |
| ------------------------------- | ------- | ----------- |
| Labidi 36' · Ben Aziza 38', 83' | Informe | 71' Musenze |

| Marroc    | 1–0     | Congo |
| --------- | ------- | ----- |
| Acila 28' | Informe |       |

| Congo | 0–0     | Tunísia |
| ----- | ------- | ------- |
|       | Informe |         |

| Uganda                                | 3–0     | Marroc |
| ------------------------------------- | ------- | ------ |
| Kisitu 13' · Nsereko 32' · Omondi 36' | Informe |        |

### Eliminatòries
|  | Semifinals       | Semifinals |                 |   | Final | Final |
|  |                  |            |                 |   |       |       |
|  | 14 març – Accra  |            |                 |   |       |       |
|  |                  |            |                 |   |       |       |
|  | Ghana            | 1          |                 |   |       |       |
|  | Ghana            | 1          | 16 març – Accra |   |       |       |
|  | Tunísia          | 0          |                 |   |       |       |
|  | Tunísia          | 0          | Ghana           | 2 |       |       |
|  | 14 març – Kumasi |            | Ghana           | 2 |       |       |
|  |                  | Uganda     | 0               |   |       |       |
|  | Uganda           | Uganda     | 0               | 2 |       |       |
|  | Uganda           |            |                 | 2 |       |       |
|  | Nigèria          | 1          |                 |   |       |       |
|  | Nigèria          | 1          | Tercer lloc     |   |       |       |
|  |                  |            |                 |   |       |       |
|  | 16 març – Accra  |            |                 |   |       |       |
|  |                  |            |                 |   |       |       |
|  | Tunísia          | 1          |                 |   |       |       |
|  | Tunísia          | 1          |                 |   |       |       |
|  | Nigèria          | 1          |                 |   |       |       |

#### Semifinals
| Ghana           | 1–0     | Tunísia |
| --------------- | ------- | ------- |
| Abdul Razak 57' | Informe |         |

| Uganda                 | 2–1     | Nigèria |
| ---------------------- | ------- | ------- |
| Nasur 11' · Omondi 58' | Informe | Eyo 54' |

#### 3r i 4t lloc
| Nigèria      | 1–1¹    | Tunísia  |
| ------------ | ------- | -------- |
| Mohammed 42' | Informe | Akid 19' |

1El partit va ser suspès al minut 42, quan el marcador era d'empat a 1, perquè Tunísia va abandonar el partit, en protesta per l'arbitratge. A conseqüència d'això, s'atorgà un 2 a 0 a favor de Nigèria i a Tunísia se li va prohibir participar en les competicions de la CAF durant dos anys.

#### Final
| Ghana            | 2–0     | Uganda |
| ---------------- | ------- | ------ |
| Afriyie 38', 64' | Informe |        |

## Campió
| Guanyador de Copa d'Àfrica 1978 |
| ------------------------------- |
| · Ghana · Tercer títol          |

## Golejadors
No s'hi compten els dos gols del partit pel 3r i 4t lloc
3 gols
- Opoku Afriyie
- Segun Odegbami
- Phillip Omondi

2 gols
- Karim Abdul Razak
- George Alhassan
- Hassan "Acila" Amcharrat
- Abderraouf Ben Aziza
- Godfrey Kisitu

1 gol
- Jacques Mamounoubala
- Willie Klutse
- Mohammed "Polo" Ahmed
- Adokiye Amiesimaka
- Christian Chukwu
- Martins Eyo
- Akid
- Ali Kaabi
- Mohsen Labidi
- Samuel Musenze
- Abdulla Nasur
- Moses Nsereko
- Edward Semwanga
- Hubert Hien
- Mamadaou Koïta
- Obby Kapita
- Bizwell Phiri
- Patrick Phiri
- Baba Otu Mohammed

## Equip ideal de la CAF
Porter
- Mohammed Al-Hazaz

Defenses
- Mokhtar Dhouieb
- James Kuuku Dadzie
- Al-Qasmy
- Al-Araby

Mitjos
- Moses Nsereko
- Karim Abdul Razak
- Adolf Armah
- Phillip Omondi

Davanters
- Segun Odegbami
- Mohammed Polo